# 276
Cette page concerne l'année 276  du calendrier julien. Pour l'année 276 av. J.-C., voir 276 av. J.-C. Pour le nombre 276, voir 276 (nombre).
L'année 276 est une année bissextile qui commence un samedi.

## Événements

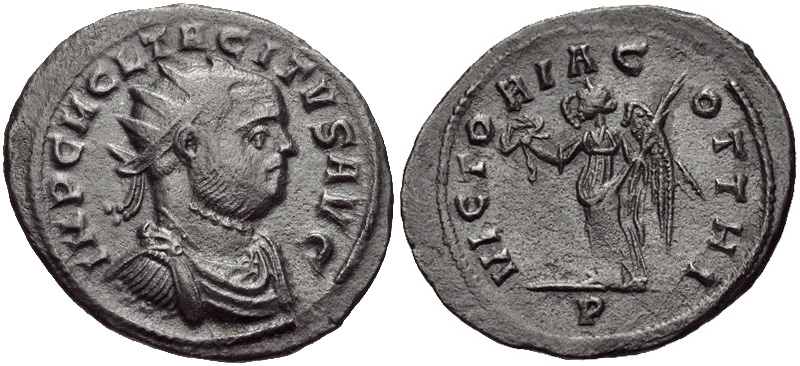
Monnaie de Tacite célébrant sa victoire sur les Goths.

- Juin ou début juillet : après sa victoire sur les Goths, Tacite est assassiné par ses soldats à Tyane en Cappadoce[1]. Annius Florianus, son frère, est proclamé empereur par les prétoriens en Cilicie. L’armée d’Orient proclame Probus, le meilleur lieutenant illyrien d’Aurélien. Florianus est assassiné par ses soldats. Probus annonce au Sénat son avènement et sa soumission.
- Fin août-septembre[1] : fin du règne de Florien (Florianus), empereur romain.
- Avant le 29 août[1] : début du règne de Marcus Aurelius Probus, empereur romain (fin en 282).

- Début du règne de Vahram II, Roi de Perse (fin en 293)[2].
- Début du règne de Mahāsena à Ceylan (fin en 303). Il lance de grands travaux d’irrigation. Roi orthodoxe et impopulaire, il tente d’introduire le bouddhisme mahāyāna[3]. Il est impossible de déterminer s’il existe un rapport avec l’adoption de l’image de Bouddha à Ceylan, majoritairement représenté debout, comme à l’époque de la dynastie Gupta.

## Naissances en 276
- Prohérésios (mort en 368), professeur de rhétorique arménien.

## Décès en 276
- Marcus Claudius Tacite, empereur romain.
- Florien (Florianus), empereur romain.